# 19.ª etapa de la Vuelta a España 2022
La 19.ª etapa de la Vuelta a España 2022 tuvo lugar el 9 de septiembre de 2022 con inicio y final en Talavera de la Reina sobre un recorrido de 138,3 km. El vencedor fue el danés Mads Pedersen del Trek-Segafredo y el belga Remco Evenepoel mantuvo el liderato un día más.

## Clasificación de la etapa
| Talavera de la Reina - Talavera de la Reina | etapa de media montaña | (138,3 km) |

| \| Clasificación de la etapa \| Clasificación de la etapa \| Clasificación de la etapa \| Clasificación de la etapa \| Clasificación de la etapa \| \| Ciclista \| Ciclista \| Equipo \| Tiempo \| \| \| ------------------------- \| ------------------------- \| ------------------------- \| ------------------------- \| ------------------------- \| \| 1.º \| Mads Pedersen \| Trek-Segafredo \| 3 h 19 min 11 s \| \| \| 2.º \| Fred Wright \| Bahrain Victorious \| + 0 s \| \| \| 3.º \| Gianni Vermeersch \| Alpecin-Deceuninck \| + 0 s \| \| \| 4.º \| Ben Turner \| Ineos Grenadiers \| + 0 s \| \| \| 5.º \| Mike Teunissen \| Jumbo-Visma \| + 0 s \| \| \| 6.º \| Jonas Koch \| Bora-Hansgrohe \| + 0 s \| \| \| 7.º \| Omer Goldstein \| Israel-Premier Tech \| + 0 s \| \| \| 8.º \| Raúl García Pierna \| Equipo Kern Pharma \| + 0 s \| \| \| 9.º \| Miguel Ángel López \| Astana Qazaqstan Team \| + 0 s \| \| \| 10.º \| Dylan van Baarle \| Ineos Grenadiers \| + 0 s \| \| |                    |                       |                 |
| |                    |                       |                 |
| Fuente: ProCyclingStats |                    |                       |                 |
| Clasificación de la etapa |                    |                       |                 |
| Ciclista | Ciclista           | Equipo                | Tiempo          |
| 1.º | Mads Pedersen      | Trek-Segafredo        | 3 h 19 min 11 s |
| 2.º | Fred Wright        | Bahrain Victorious    | + 0 s           |
| 3.º | Gianni Vermeersch  | Alpecin-Deceuninck    | + 0 s           |
| 4.º | Ben Turner         | Ineos Grenadiers      | + 0 s           |
| 5.º | Mike Teunissen     | Jumbo-Visma           | + 0 s           |
| 6.º | Jonas Koch         | Bora-Hansgrohe        | + 0 s           |
| 7.º | Omer Goldstein     | Israel-Premier Tech   | + 0 s           |
| 8.º | Raúl García Pierna | Equipo Kern Pharma    | + 0 s           |
| 9.º | Miguel Ángel López | Astana Qazaqstan Team | + 0 s           |
| 10.º | Dylan van Baarle   | Ineos Grenadiers      | + 0 s           |

## Clasificaciones al final de la etapa

### Clasificación general
| \| Clasificación general \| Clasificación general \| Clasificación general \| Clasificación general \| Clasificación general \| \| Ciclista \| Ciclista \| Equipo \| Tiempo \| \| \| --------------------- \| --------------------- \| ---------------------- \| --------------------- \| --------------------- \| \| 1.º \| Remco Evenepoel \| Quick-Step Alpha Vinyl \| 73 h 18 min 23 s \| \| \| 2.º \| Enric Mas \| Movistar Team \| + 2 min 07 s \| \| \| 3.º \| Juan Ayuso \| UAE Team Emirates \| + 5 min 14 s \| \| \| 4.º \| Miguel Ángel López \| Astana Qazaqstan Team \| + 5 min 56 s \| \| \| 5.º \| Carlos Rodríguez \| Ineos Grenadiers \| + 6 min 49 s \| \| \| 6.º \| João Almeida \| UAE Team Emirates \| + 7 min 14 s \| \| \| 7.º \| Thymen Arensman \| Team DSM \| + 8 min 09 s \| \| \| 8.º \| Ben O'Connor \| AG2R Citroën Team \| + 9 min 37 s \| \| \| 9.º \| Rigoberto Urán \| EF Education-EasyPost \| + 9 min 56 s \| \| \| 10.º \| Jai Hindley \| Bora-Hansgrohe \| + 12 min 03 s \| \| |                    |                        |                  |
| |                    |                        |                  |
| Fuente: ProCyclingStats |                    |                        |                  |
| Clasificación general |                    |                        |                  |
| Ciclista | Ciclista           | Equipo                 | Tiempo           |
| 1.º | Remco Evenepoel    | Quick-Step Alpha Vinyl | 73 h 18 min 23 s |
| 2.º | Enric Mas          | Movistar Team          | + 2 min 07 s     |
| 3.º | Juan Ayuso         | UAE Team Emirates      | + 5 min 14 s     |
| 4.º | Miguel Ángel López | Astana Qazaqstan Team  | + 5 min 56 s     |
| 5.º | Carlos Rodríguez   | Ineos Grenadiers       | + 6 min 49 s     |
| 6.º | João Almeida       | UAE Team Emirates      | + 7 min 14 s     |
| 7.º | Thymen Arensman    | Team DSM               | + 8 min 09 s     |
| 8.º | Ben O'Connor       | AG2R Citroën Team      | + 9 min 37 s     |
| 9.º | Rigoberto Urán     | EF Education-EasyPost  | + 9 min 56 s     |
| 10.º | Jai Hindley        | Bora-Hansgrohe         | + 12 min 03 s    |

### Clasificación por puntos
| Clasificación por puntos | Clasificación por puntos | Clasificación por puntos | Clasificación por puntos | Clasificación por puntos |
| Ciclista                 | Ciclista                 | Equipo                   | Puntos                   |                          |
| ------------------------ | ------------------------ | ------------------------ | ------------------------ | ------------------------ |
| 1.º                      | Mads Pedersen            | Trek-Segafredo           | 379 pts                  |                          |
| 2.º                      | Fred Wright              | Bahrain Victorious       | 174 pts                  |                          |
| 3.º                      | Marc Soler               | UAE Team Emirates        | 133 pts                  |                          |
| 4.º                      | Remco Evenepoel          | Quick-Step Alpha Vinyl   | 123 pts                  |                          |
| 5.º                      | Enric Mas                | Movistar Team            | 107 pts                  |                          |
| 6.º                      | Danny van Poppel         | Bora-Hansgrohe           | 92 pts                   |                          |
| 7.º                      | Pascal Ackermann         | UAE Team Emirates        | 86 pts                   |                          |
| 8.º                      | Ander Okamika            | Burgos-BH                | 67 pts                   |                          |
| 9.º                      | Lawson Craddock          | BikeExchange-Jayco       | 64 pts                   |                          |
| 10.º                     | Jesús Herrada            | Cofidis                  | 62 pts                   |                          |

### Clasificación de la montaña
| Clasificación de la montaña | Clasificación de la montaña | Clasificación de la montaña | Clasificación de la montaña | Clasificación de la montaña |
| Ciclista                    | Ciclista                    | Equipo                      | Puntos                      |                             |
| --------------------------- | --------------------------- | --------------------------- | --------------------------- | --------------------------- |
| 1.º                         | Richard Carapaz             | Ineos Grenadiers            | 50 pts                      |                             |
| 2.º                         | Enric Mas                   | Movistar Team               | 26 pts                      |                             |
| 3.º                         | Thymen Arensman             | Team DSM                    | 23 pts                      |                             |
| 4.º                         | Robert Stannard             | Alpecin-Deceuninck          | 21 pts                      |                             |
| 5.º                         | Marc Soler                  | UAE Team Emirates           | 20 pts                      |                             |
| 6.º                         | Remco Evenepoel             | Quick-Step Alpha Vinyl      | 19 pts                      |                             |
| 7.º                         | Jimmy Janssens              | Alpecin-Deceuninck          | 17 pts                      |                             |
| 8.º                         | Miguel Ángel López          | Astana Qazaqstan Team       | 16 pts                      |                             |
| 9.º                         | Thibaut Pinot               | Groupama-FDJ                | 13 pts                      |                             |
| 10.º                        | Jesús Herrada               | Cofidis                     | 11 pts                      |                             |

### Clasificación de los jóvenes
| Clasificación del mejor joven | Clasificación del mejor joven | Clasificación del mejor joven | Clasificación del mejor joven | Clasificación del mejor joven |
| Ciclista                      | Ciclista                      | Equipo                        | Tiempo                        |                               |
| ----------------------------- | ----------------------------- | ----------------------------- | ----------------------------- | ----------------------------- |
| 1.º                           | Remco Evenepoel               | Quick-Step Alpha Vinyl        | 73 h 18 min 23 s              |                               |
| 2.º                           | Juan Ayuso                    | UAE Team Emirates             | + 5 min 14 s                  |                               |
| 3.º                           | Carlos Rodríguez              | Ineos Grenadiers              | + 6 min 49 s                  |                               |
| 4.º                           | João Almeida                  | UAE Team Emirates             | + 7 min 14 s                  |                               |
| 5.º                           | Thymen Arensman               | Team DSM                      | + 8 min 09 s                  |                               |
| 6.º                           | Gino Mäder                    | Bahrain Victorious            | + 47 min 19 s                 |                               |
| 7.º                           | José Félix Parra              | Equipo Kern Pharma            | + 53 min 51 s                 |                               |
| 8.º                           | Sergio Higuita                | Bora-Hansgrohe                | + 1 h 00 min 36 s             |                               |
| 9.º                           | Clément Champoussin           | AG2R Citroën Team             | + 1 h 16 min 41 s             |                               |
| 10.º                          | Edoardo Zambanini             | Bahrain Victorious            | + 1 h 19 min 50 s             |                               |

### Clasificación por equipos
| Clasificación por equipos | Clasificación por equipos          | Clasificación por equipos | Clasificación por equipos |
| Equipo                    | Equipo                             | Tiempo                    |                           |
| ------------------------- | ---------------------------------- | ------------------------- | ------------------------- |
| 1.º                       | UAE Team Emirates                  | 219 h 08 min 58 s         |                           |
| 2.º                       | Ineos Grenadiers                   | + 48 min 53 s             |                           |
| 3.º                       | Bahrain Victorious                 | + 1 h 11 min 54 s         |                           |
| 4.º                       | Movistar Team                      | + 1 h 13 min 20 s         |                           |
| 5.º                       | Bora-Hansgrohe                     | + 1 h 22 min 24 s         |                           |
| 6.º                       | Astana Qazaqstan Team              | + 1 h 27 min 21 s         |                           |
| 7.º                       | Jumbo-Visma                        | + 2 h 35 min 05 s         |                           |
| 8.º                       | EF Education-EasyPost              | + 2 h 01 min 12 s         |                           |
| 9.º                       | Intermarché-Wanty-Gobert Matériaux | + 2 h 08 min 06 s         |                           |
| 10.º                      | Groupama-FDJ                       | + 2 h 18 min 02 s         |                           |

## Abandonos
Ninguno.